# 나우 이즈 굿
《나우 이즈 굿》(영어: Now Is Good)은 2012년 개봉한 영국의 10대 로맨틱 드라마 영화이다.
이 영화는 워너 브라더스 픽처스에 의해 2012년 9월 19일 영국 영화관에서 개봉되었다.

## 줄거리
열일곱 살의 테사는 급성 림프모구 백혈병으로 시한부 판정을 받는다. 테사는 삶의 마지막을 후회 없이 보내기 위해 절친 조이와 함께 버킷 리스트를 실행하며, 클럽에서 만난 남자들과 하룻밤을 보내려 시도하기도 한다.
테사는 라디오 방송에 출연해 자신의 병을 유머로 승화시키고, 부모님의 관심을 빼앗은 것에 대한 죄책감으로 동생 캘에게 특별한 날들을 선물한다. 아버지와는 매 순간을 소중히 여기려 노력하지만, 어머니는 테사에게 큰 힘이 되어주지 못한다. 화학요법을 중단한 테사는 옆집에 사는 애덤과 친해지고, 함께 모험을 떠나며 서로에게 호감을 느낀다. 테사와 조이는 계속해서 버킷 리스트를 채워나가던 중 조이가 임신했을 가능성을 발견한다.
테사와 애덤은 해변에서 데이트를 하며 연인으로 발전한다. 테사의 아버지는 테사의 건강이 악화되자 애덤과의 관계를 반대한다. 테사는 조이의 임신 사실을 알게 된다.
테사와 애덤은 평범한 데이트를 시도하지만, 테사는 갑작스럽게 코피를 쏟는다. 테사가 병원에 입원해있는 동안 애덤은 온 도시를 테사의 이름으로 도배하고, 이는 테사의 버킷 리스트 중 하나를 충족시킨다. 테사는 조이가 아이를 낳기로 결정한 사실을 알게 된다. 테사는 혼자 밤을 보내지 않기 위해 애덤과 함께 밤을 보내기 시작한다. 아버지는 반대하지만 죽음을 앞둔 테사가 위험을 감수하겠다고 말하자 결국 허락한다.
테사는 병원에서 암 때문에 면역 체계가 무너져 살 날이 얼마 남지 않았다는 사실을 알게 된다. 테사는 자신을 위로해줄 애덤을 찾아나서지만, 그가 대학 오리엔테이션에 갔다는 것을 알게 된다. 절망한 테사는 방을 엉망으로 만들고, 벽에 숨겨져 있던 버킷 리스트를 발견한 아버지는 테사가 자신을 배제했다는 사실에 슬퍼한다. 테사는 아버지에게 사과하고, 바닷가 절벽으로 도망친다. 애덤이 테사를 찾아내고, 테사는 아담에게 자신이 죽은 후 다른 사랑을 찾으라고 북돋운다.
테사의 건강은 급속도로 악화되고, 며칠 안에 죽을 것이라는 통보를 받는다. 테사는 가족과 애덤의 곁에서 마지막 날들을 보내며, 꿈에서 건강한 모습으로 애덤, 가족들과 함께 행복한 삶을 보내는 자신을 본다. 꿈에서 깨어난 테사는 가족들의 작별 인사를 받은 뒤 마지막으로 조이의 아기를 만나는 꿈을 꾸고, 미소 짓는 모습으로 생을 마감한다.

## 출연진
- 다코타 패닝 - 테사 스콧 역
- 제러미 어바인 - 애덤 역
- 패디 콘시다인 - 테사의 아버지 역
- 올리비아 윌리엄스 - 테사의 어머니 역
- 에드거 캐넘 - 캘 스콧 역
- 카야 스코델라리오 - 조이 워커 역
- 로즈 레슬리 - 피오나 역
- 조 콜 - 스콧 역
- 세라 해들런드 - 캐럴라인 역
- 패트릭 밸러디 - 리처드 역
- 프랜즈 드러메이 - 토미 역
- 레이키 아이올라 - 필리파 역